# 朱永龍
朱永龍，香港經理人、娛樂圈活動項目經理、藝術創作人及舞蹈總監。主要工作為策劃演唱會及慈善或公益晚會活動等。合作單位包括香港電台、電視台、電影公司、唱片公司、張學友、張國榮、梅艷芳、張惠妹、許冠傑、譚詠麟、張柏芝、陳奕迅、張衛健等。
其弟朱永棠、朱永恒為藝人。

## 經歷
朱永龍曾就讀思明英文中學及保良局百周年李兆忠紀念中學，後畢業於香港演藝學院。

## 与张柏芝合約糾紛
1998年朱永龍簽訂經理人合約，他從中可以抽取張栢芝工作酬金的3成作為傭金。1999年張栢芝憑借電影《喜劇之王》一炮而紅，此後朱永龍與張柏芝雙方卻鬧至告上法庭，直至2004年2月，雙方纔達成協議為官司畫上句號，但是這次和解並不能彌補經理人朱永龍在她身上花的錢和打官司時的律師費。
訴訟期間，朱永龍遭3名歹徒襲擊，险些死亡。有記者問及朱永龍被刺殺是否另有內情，張柏芝拒絕回應。

## 外部參考
- 朱永龍其人[永久]